# Baculentulus becki
Baculentulus becki är en urinsektsart som först beskrevs av Sören Ludvig Paul Tuxen 1976.  Baculentulus becki ingår i släktet Baculentulus och familjen lönntrevfotingar. Inga underarter finns listade.